# Le Mystère du bahut espagnol
Pour le téléfilm, voir Le Mystère du bahut espagnol (téléfilm).
Le Mystère du bahut espagnol (The Mystery of the Spanish Chest), est une nouvelle policière d'Agatha Christie, mettant en scène le détective belge Hercule Poirot.
Initialement publiée les 17, 24 septembre et 1er octobre 1960 dans la revue Woman's Illustrated au Royaume-Uni, cette nouvelle a été reprise en recueil en 1960, dans The Adventure of the Christmas Pudding and a Selection of Entrées au Royaume-Uni. Elle a été publiée pour la première fois en France dans le recueil Témoin à charge en 1969.
C'est la réécriture d'une nouvelle plus courte titrée « Le Mystère du bahut de Bagdad » (The Mystery of the Baghdad Chest), initialement publiée en revue en 1932.

## Publications
Avant la publication dans un recueil, la nouvelle avait fait l'objet de publications dans des revues :
- les 17, 24 septembre et 1er octobre 1960, au Royaume-Uni, dans la revue Woman's Illustrated[1] (avec des illustrations de Zelinski).

La nouvelle a ensuite fait partie de nombreux recueils :
- en 1960, au Royaume-Uni, dans The Adventure of the Christmas Pudding and a Selection of Entrées[1],[2] (avec 5 autres nouvelles) ;
- en 1969, en France, dans Témoin à charge[3] (avec 7 autres nouvelles) ;
- en 1997, aux États-Unis, dans The Harlequin Tea Set and Other Stories[1],[4] (avec 9 autres nouvelles) ;
- en 1998, en France, dans Christmas Pudding, la réédition de Le Retour d'Hercule Poirot (recueil reprenant la composition du recueil britannique de 1960).

## Adaptation
- 1991 : Le Mystère du bahut espagnol (The Mystery of the Spanish Chest), téléfilm britannique de la série télévisée Hercule Poirot (27e épisode, 3.08), avec David Suchet dans le rôle principal.